# Podkraj, Hrastnik
Podkraj je naselje v Občini Hrastnik.